# Stephanie Roorda
Stephanie Roorda, née le 3 décembre 1986 à Calgary dans l'Alberta, est une coureuse cycliste canadienne. Elle est vice-championne du monde de poursuite par équipes en 2014.

## Palmarès

### Championnats du monde
- Copenhague 2010
  - 6e de la poursuite par équipes
- Cali 2014
  -  Médaillée d'argent de la poursuite par équipes
- Saint-Quentin-en-Yvelines 2015
  -  Médaillée de bronze de la poursuite par équipes
- Londres 2016
  -  Médaillée de bronze du scratch
- Hong Kong 2017
  - 22e de l'omnium[1]
- Apeldoorn 2018
  - 4e de la poursuite par équipes[2]

### Coupe du monde
- 2009-2010
  - 1re de la poursuite par équipes à Cali
  - 3e de la poursuite par équipes à Pékin
- 2010-2011
  - 2e de la poursuite par équipes à Pékin
- 2012-2013
  - 1re de la poursuite par équipes à Aguascalientes
- 2013-2014
  - 1re de la poursuite par équipes à Guadalajara
  - 2e de la poursuite par équipes à Manchester
  - 2e de la poursuite par équipes à Aguascalientes
- 2014-2015
  - 2e de la poursuite par équipes à Guadalajara
  - 3e de la poursuite par équipes à Londres
- 2015-2016
  - 1re de la poursuite par équipes à Cali (avec Allison Beveridge, Kirsti Lay et Jasmin Glaesser)
  - 1re de la poursuite par équipes à Hong Kong (avec Laura Brown, Georgia Simmerling et Jasmin Glaesser)
- 2016-2017 
  - 3e de la poursuite par équipes à Cali
- 2018-2019
  - 3e de la poursuite par équipes à Berlin
  - 3e de l'américaine à Milton

### Jeux du Commonwealth
| Édition / Épreuve | Poursuite par équipes |
| Gold Coast 2018   | Bronze                |

### Jeux panaméricains
- Guadalajara 2011
  -  Médaillée d'or de la poursuite par équipes

### Championnats panaméricains
- Aguascalientes 2010
  - Sixième de l'omnium[3].
- Mar del Plata 2012
  -  Médaillée d'or de la poursuite par équipes.
- Aguascalientes 2014
  - Quatrième de la poursuite individuelle[4].
  - Sixième de la course scratch[5].
  - Onzième de la course aux points[6].
- Santiago 2015
  -  Médaillée d'or de la course aux points.
  -  Médaillée d'argent de la poursuite par équipes (avec Allison Beveridge, Kirsti Lay et Annie Foreman-Mackey).
  - Douzième de la course scratch[7].
- Couva 2017
  -  Médaillée d'or de la course à l'américaine (avec Allison Beveridge).
  -  Médaillée d'argent de la vitesse par équipes (avec Amelia Walsh).
  -  Médaillée de bronze de la course aux points
- Aguascalientes 2018
  -  Médaillée d'argent de la course à l'américaine

### Championnats du Canada
- Championne du Canada du keirin en 2007, 2013 et 2016
- Championne du Canada de course aux points en 2007
- Championne du Canada du scratch en 2008
- Championne du Canada de poursuite par équipes en 2015 (avec Laura Brown, Jasmin Glaesser et Georgia Simmerling)
- Championne du Canada d'omnium en 2016, 2018 et 2019
- Championne du Canada de course à l'américaine en 2018 (avec Allison Beveridge) et 2019 (avec Miriam Brouwer)